# Hiroaki Hiraoka
Hiroaki Hiraoka (født 2. september 1969) er en tidligere japansk fodboldspiller.
Han har spillet for flere forskellige klubber i sin karriere, herunder Shimizu S-Pulse.